# مارك ويلر (شخصية أعمال)
مارك ويلر (بالإنجليزية: Mark Wheeler)‏ هو شخصية أعمال بريطاني، ولد في 10 يناير 1964 في بوري سانت ادموندز في المملكة المتحدة.